# Eduardo del Pueyo
Eduardo del Pueyo y Begue fue un pianista español nacido el 29 de agosto de 1905 en Zaragoza y fallecido el 9 de noviembre de 1986 en Sint-Genesius-Rode, Bélgica. Fue Premio Nacional de Música de 1984 y en la actualidad tiene un auditorio y una calle con su nombre en su ciudad natal y en la localidad de Biel, villa de donde era originaria la familia Del Pueyo.
Era hijo de Francisco del Pueyo Moreno, propietario de una empresa dedicada a la fabricación de muebles, y de su esposa Benita Begue. Su abuelo Manuel del Pueyo y Cabañas tenía una fábrica de harinas en Sos del Rey Católico. Comenzó sus estudios musicales en Zaragoza para pronto pasar a Madrid. Hace su debut con la Filarmónica de Zaragoza a los quince años. Su talento no pasa desapercibido y es becado para marchar a París para completar sus estudios. En París toca en el teatro de los Parques Eliseos con motivo de un festival por el centenario de la muerte de Beethoven (1927). Desde entonces se le abren las puertas y realiza una gira por diversas ciudades europeas.
París le ofreció la posibilidad de desplegar todas sus aspiraciones musicales, tanto interpretativas como reflexivas. Se integró activamente en círculos culturales, destacando su relación con el pintor español Ignacio Zuloaga, con el filósofo Alain (Émile Chartier), o los músicos Maurice Ravel e Igor Stravinski.
A pesar de sus triunfos como concertista, prosigue con sus estudios para mejorar en composición así como en pedagogía. En París toma como profesora a Jeanne Bosch van's Gravenmoer, discípula de Marie Jaëll, la que fuera mejor discípula de Franz Liszt. Acabada esta etapa de aprendizaje regresa a la interpretación. Su regreso a los escenarios ocurre en 1935, interpretando el Tercer Concierto de Beethoven en la Sociedad Filarmónica de Bruselas. El concierto fue celebrado en el Palais des Beaux-Arts de la capital belga con la Orquesta Nacional de Bélgica y bajo la dirección de Hermann Scherchen y no fue más que el comienzo de su verdadera consagración internacional. Sus éxitos en la capital belga hace que la tome como su residencia habitual, instalándose en un chalet de Sint-Genesius-Rode (fr.:Rhôde St. Genése), en las afueras de Bruselas. Su hermana Pilar del Pueyo también se instala en Bruselas y trabaja en una embajada. En 1947, el gobierno belga le nombra profesor del Real Conservatorio de Bruselas, cargo que comparte con el de profesor extraordinario de la Capilla de la Reina Elizabeth, reina muy aficionada a la música y con la que le une gran amistad, tocando música de cámara juntos en ocasiones y en una de ellas con Pau Casals. Entre sus alumnos se encuentran pianistas como Evelyne Brancart, Jo Alfidi, Daniel Capeletti, Pascal Sigrist, Geoffrey Douglas Madge, Ethèry Djakeli, Jean-Claude Vanden Eynden, Aquiles Delle Vigne, Bernard Lemmens, Patricia Montero, María Sprimont, Michiko Tsuda, Xavier Rivera, Juan José Pérez Torrecillas, Steven De Groote, André De Groote, Burkard Spinnler, David Baltuch, Johan Schmidt, Philippe Terseleer, Jacques Stehman, Michel Scohy, Miguel Baselga y Alwin Bär.
Casado en primeras nupcias con la concertista de laúd Adriana Mary, posteriormente lo hace con la pintora belga Josette Smith. Regala un cuadro de Goya, El sueño de San José, al museo de Zaragoza.
En 1964 consigue un éxito total en su tierra, Zaragoza con la interpretación de las Sonatas de Beethoven. Sus méritos son recompensados con su nombramiento como miembro del Colegio de Aragón y además se puso su nombre a una calle cercana a la universidad. En 1977 participó como miembro del jurado en el Concurso Internacional de Piano de Santander Paloma O'Shea, y en 1984 el ministerio de Cultura de España le concedió el Premio Nacional de Música.
“Eduardo del Pueyo ha sido un pianista muy personal y auténtico, fiel a la partitura, uno de los grandes pianistas del siglo XX. Como pedagogo es el más interesante y original de su época de la técnica del piano. Incorporó a la realidad las ‘fantasías’ de Marie Jäell, que le llegaron a través de Jeanne Bosch y Marie W. Troost, colaboradoras y continuadoras de la obra pedagógica de la discípula de Liszt”. Así define a Eduardo del Pueyo el melómano Manuel Maynar, responsable de la Asociación de Amigos de Eduardo del Pueyo y autor de una biografía del pianista ilustrada con fotos de su propio archivo.
Eduardo del Pueyo forma con Pilar Bayona (1897-1979) y Luis Galve (1908-1995) el trío de grandes pianistas aragoneses del pasado siglo. Los tres alcanzaron gran altura, realizaron carreras muy distintas, y fueron homenajeados por Zaragoza en 1964 cuando la ciudad designó con sus nombres tres calles próximas a la Universidad.

## Repertorio y discografía
Su repertorio se especializa en Beethoven, compositor con el que se sentía plenamente identificado y cuya versión discográfica de las 32 sonatas es reconocida internacionalmente como magistral.
También ofrece interpretaciones excepcionales de Debussy, así como de los compositores españoles Granados, Albéniz y Falla. 
Eduardo del Pueyo ha grabado para las casas Philips y Fontana, en Holanda, y Columbia, en España. Para el sello Harmonia Mundi grabó íntegramente las Sonatas de Beethoven, siendo hasta hoy el único pianista español que ha completado ese ciclo en discos.
Selección de grabaciones: 
- J. S. Bach: Concierto Italiano y Primera Partita.
- C. Franck: Preludio, Coral y Fuga.
- E. Granados: Las doce Danzas Españolas.
- E. Granados: Goyescas.
- O. Esplá: Sonata del Sur, con la Orquesta Nacional de España.
- Beethoven: Sonatas Patética, Claro de Luna y Appasionata.
- Beethoven: Sonatas Hammerklavier y Los adioses.